# Рос Форд
Рос Форд (енгл. Ross Ford; 23. април 1984) професионални је рагбиста и репрезентативац Шкотске који тренутно игра за екипу Единбург рагби.

## Биографија
Висок 185 cm, тежак 113 kg, Форд игра на позицији број 2 - Талонер (енгл. Hooker). У каријери је пре Единбурга играо за Келсо РФК, Бордер Риверс и Глазгов Вориорс. За репрезентацију Шкотске је одиграо 92 тест меча и постигао 2 есеја.